# ブレント・モレル
ブレント・アンドレ・モレル（Brenton Andre Morel, 1987年4月21日 - ）は、アメリカ合衆国カリフォルニア州ベーカーズフィールド出身の元プロ野球選手（内野手）。右投右打。

## 経歴

### プロ入りとホワイトソックス時代

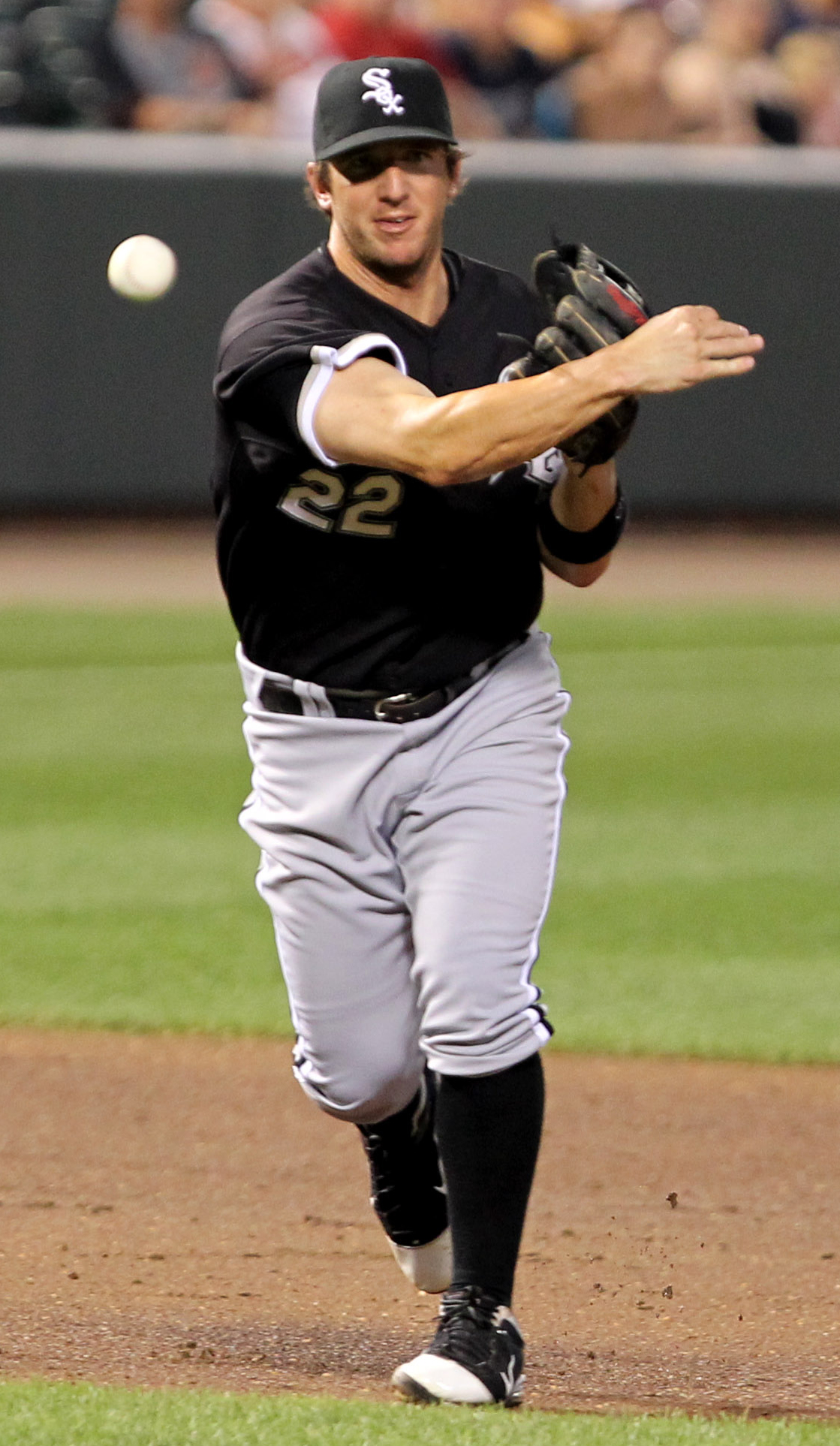
ホワイトソックス時代(2011年4月8日)

2008年のMLBドラフトでシカゴ・ホワイトソックスから3巡目（全体86位）指名され、プロ入り。
2010年9月2日にメジャーへ初昇格を果たし、7日のデトロイト・タイガース戦でメジャーデビュー。10日のカンザスシティ・ロイヤルズ戦でブルース・チェンからメジャー初安打と初本塁打を記録した。
2011年は正三塁手として126試合に出場し、打率.245・10本塁打・41打点・5盗塁の成績を残した。
2012年は原因不明の腰背痛に悩まされ、椎間板ヘルニアと診断されたが、同年8月には痛みがなくなっている。

### パイレーツ時代
2013年12月23日にウェーバーでトロント・ブルージェイズへ移籍した。2014年2月21日にDFAとなった。2月24日にウェーバーでピッツバーグ・パイレーツへ移籍した。3月21日に傘下のAAA級インディアナポリス・インディアンズへ異動。5月9日にメジャーへ昇格した。同日のセントルイス・カージナルス戦で代打として出場したが、三振に終わり、5月11日にAAA級インディアナポリスへ降格。7月23日にスターリング・マルテが故障者リスト入りしたため、メジャーへ再昇格した。8試合に出場後、8月3日にAAA級インディアナポリスへ降格したが、17日にチャーリー・モートンが故障者リスト入りしたため、再昇格した。再昇格後は3試合に出場したが、5打数無安打と結果を残せず、20日にAAA級インディアナポリスへ降格。その後、30日に再昇格した。この年は23試合に出場し、打率.179・4打点だった。オフの11月20日に40人枠から外れ、AAA級インディアナポリスへ降格した。
2015年も開幕をAAA級インディアナポリスで迎えた。7月20日にメジャー契約を結んで昇格した。25日にDFA、28日にFAとなった。

### アスレチックス傘下時代
2015年7月30日にオークランド・アスレチックスとマイナー契約を結んだ。AAA級ナッシュビル・サウンズで38試合に出場し、打率.331と活躍した。オフにFAとなった。

### オリックス時代
2015年12月18日にオリックス・バファローズと契約した。背番号は4。
2016年には、春季キャンプ前の1月26日に、ブライアン・ボグセビックやエリック・コーディエと共に入団会見へ臨んだ。オープン戦15試合でノーアーチながら打率.302という成績を残すと、3月25日には、埼玉西武ライオンズとの開幕戦（西武プリンスドーム）に「4番・三塁手」としてNPBの一軍公式戦にデビュー。4回表の第2打席で公式戦初安打を放つと、9回表の第5打席で投手への内野安打によって公式戦初打点を挙げた。4月2日の対千葉ロッテマリーンズ戦（京セラドーム大阪）では、4回裏に死球で出塁すると、二塁への盗塁成功によって公式戦初盗塁を記録。自身の誕生日だった4月21日の対東北楽天ゴールデンイーグルス戦（楽天Koboスタジアム宮城）では、「4番・一塁手」としてスタメンに起用されると、第1打席から2打席連続本塁打を放った。ただし、3回裏の途中で降雨ノーゲームになったため、記録上は4月26日の対福岡ソフトバンクホークス戦（京セラドーム）の1回裏に放った2点本塁打が公式戦初本塁打になった。シーズン通算では、一軍公式戦94試合に出場。しかし、打撃の調子が安定せず、一時は代打での起用や二軍調整も経験した。結局、打率.244、8本塁打、38打点という成績でシーズンを終えたが、11月上旬には球団との間で翌2017年の契約に合意。この年にチームへ在籍していたボグセビックを含む4人の外国人野手から、「大化けを期待したい」というフロントの意向で、ただ1人残留することが決まった。
2017年には、オープン戦期間中だった3月2日の守備練習中に、打球が右手を直撃した。後の診察で、右第2指節の骨折が判明。1か月間患部の固定を要することに加えて、新入団のステフェン・ロメロ外野手がオープン戦から4番打者として好調を維持していたことから、公式戦の開幕を二軍で迎えた。4月22日の対千葉ロッテマリーンズ戦（ZOZOマリンスタジアム）でロメロが守備中に左膝を痛めたことから、4月25日にシーズン初の出場選手登録を果たすと、登録初日の対埼玉西武ライオンズ戦（ほっともっとフィールド神戸）に「7番・一塁手」としてスタメンに起用。1回裏の第1打席で2点適時打を放ったことによって、一軍でのシーズン初安打を記録した。「KANSAI CLASSIC 2017」の第2戦であった4月29日の対ソフトバンク戦（京セラドーム）でも、3回裏二死満塁の打席で放った走者一掃の二塁打によって、チームを勝利に導いている。その後は、NPBの外国人枠などとの兼ね合いで、一軍と二軍を往復。6月30日の対西武戦（メットライフドーム）1回表の打席で三振した際に右脇腹を痛めて登録を抹消されてからは、同月から入団した長距離打者のクリス・マレーロが一軍に定着したこともあって、一軍へ復帰できなかった。なお、一軍公式戦では通算38試合の出場で、打率.276、1本塁打、11打点を記録。ウエスタン・リーグの公式戦でも、47試合の出場で打率.290を記録した。しかし、「オリックスでの2シーズンで完全に燃焼した感があるので、2018年からは現役を退いて、家業であるブドウ農園の経営を継ぎたい」という意向を示したため、9月26日にはこのシーズン限りで契約を終了、引退することが球団から発表された。前々日の24日に行われたウエスタン・リーグの対広島東洋カープ戦（由宇練習場）が事実上の引退試合となり、その試合終了後には二軍首脳陣・ナインから胴上げされていた。12月2日に自由契約となった。

## 選手としての特徴・人物
レベルスイングで広角にライナーを放つ中距離打者。投手心理を読むことに長けるが、選球眼に難があり、右投手のスライダーに弱い。
守備では三塁手として起用され、三塁線の打球に弱く捕球ミスや悪送球も少なくないが、強肩とダイビングキャッチを持ち味とし、メジャー通算のDRSとUZR共に平均値を記録した。他にもマイナーでは内野の全ポジションと右翼手でも起用されたこともある。
愛称は「ビーモ」。
オリックス時代はチームメイトであったステフェン・ロメロやクリス・マレーロの良き兄貴分的な存在であった。また、実家で栽培したぶどうをチームメイトに振る舞うこともあった。
グルテンアレルギー持ち。

## 詳細情報

### 年度別打撃成績
| 年 度    | 球 団      | 試 合 | 打 席 | 打 数 | 得 点 | 安 打 | 二 塁 打 | 三 塁 打 | 本 塁 打 | 塁 打 | 打 点 | 盗 塁 | 盗 塁 死 | 犠 打 | 犠 飛 | 四 球 | 敬 遠 | 死 球 | 三 振 | 併 殺 打 | 打 率 | 出 塁 率 | 長 打 率 | O P S |
| -------- | ---------- | ----- | ----- | ----- | ----- | ----- | -------- | -------- | -------- | ----- | ----- | ----- | -------- | ----- | ----- | ----- | ----- | ----- | ----- | -------- | ----- | -------- | -------- | ----- |
| 2010     | CWS        | 21    | 70    | 65    | 9     | 15    | 3        | 0        | 3        | 27    | 7     | 2     | 0        | 0     | 1     | 4     | 0     | 0     | 17    | 2        | .231  | .271     | .415     | .687  |
| 2011     | CWS        | 126   | 444   | 413   | 44    | 101   | 18       | 1        | 10       | 151   | 41    | 5     | 4        | 5     | 1     | 22    | 0     | 3     | 57    | 8        | .245  | .287     | .366     | .653  |
| 2012     | CWS        | 35    | 125   | 113   | 14    | 20    | 2        | 0        | 0        | 22    | 5     | 4     | 1        | 5     | 0     | 7     | 0     | 0     | 39    | 3        | .177  | .225     | .195     | .420  |
| 2013     | CWS        | 12    | 30    | 25    | 3     | 5     | 0        | 0        | 0        | 5     | 1     | 1     | 1        | 0     | 0     | 5     | 0     | 0     | 7     | 1        | .200  | .333     | .200     | .533  |
| 2014     | PIT        | 23    | 41    | 39    | 1     | 7     | 2        | 0        | 0        | 9     | 4     | 0     | 0        | 0     | 0     | 2     | 1     | 0     | 9     | 1        | .179  | .220     | .231     | .450  |
| 2015     | PIT        | 3     | 7     | 7     | 1     | 2     | 1        | 0        | 0        | 3     | 1     | 0     | 0        | 0     | 0     | 0     | 0     | 0     | 3     | 0        | .286  | .286     | .429     | .714  |
| 2016     | オリックス | 94    | 348   | 308   | 29    | 75    | 13       | 0        | 8        | 112   | 38    | 2     | 0        | 0     | 4     | 30    | 0     | 6     | 88    | 10       | .244  | .319     | .364     | .683  |
| 2017     | オリックス | 38    | 110   | 98    | 9     | 27    | 8        | 0        | 1        | 38    | 11    | 0     | 2        | 0     | 0     | 12    | 0     | 0     | 28    | 3        | .276  | .355     | .388     | .742  |
| MLB：6年 | MLB：6年   | 220   | 717   | 662   | 72    | 150   | 26       | 1        | 13       | 217   | 59    | 12    | 6        | 10    | 2     | 40    | 1     | 3     | 132   | 15       | .227  | .273     | .328     | .601  |
| NPB：2年 | NPB：2年   | 132   | 458   | 406   | 38    | 102   | 21       | 0        | 9        | 150   | 49    | 2     | 2        | 0     | 4     | 42    | 0     | 6     | 116   | 13       | .251  | .328     | .369     | .697  |

- 各年度の太字はリーグ最高

### 年度別守備成績
| 年 度 | 球 団      | 一塁  | 一塁  | 一塁  | 一塁  | 一塁  | 一塁     | 二塁  | 二塁  | 二塁  | 二塁  | 二塁  | 二塁     | 三塁  | 三塁  | 三塁  | 三塁  | 三塁  | 三塁     |
| 年 度 | 球 団      | 試 合 | 刺 殺 | 補 殺 | 失 策 | 併 殺 | 守 備 率 | 試 合 | 刺 殺 | 補 殺 | 失 策 | 併 殺 | 守 備 率 | 試 合 | 刺 殺 | 補 殺 | 失 策 | 併 殺 | 守 備 率 |
| ----- | ---------- | ----- | ----- | ----- | ----- | ----- | -------- | ----- | ----- | ----- | ----- | ----- | -------- | ----- | ----- | ----- | ----- | ----- | -------- |
| 2016  | オリックス | 60    | 436   | 33    | 0     | 42    | 1.000    | -     | -     | -     | -     | -     | -        | 25    | 16    | 22    | 5     | 1     | .884     |
| 2017  | オリックス | 14    | 99    | 10    | 2     | 15    | .982     | 5     | 6     | 7     | 0     | 1     | 1.000    | 11    | 7     | 14    | 1     | 3     | .955     |
| NPB   | NPB        | 74    | 535   | 43    | 2     | 57    | .996     | 5     | 6     | 7     | 0     | 1     | 1.000    | 36    | 23    | 36    | 6     | 4     | .907     |

### 記録
NPB
- 初出場・初先発出場：2016年3月25日、対埼玉西武ライオンズ1回戦（西武プリンスドーム）、4番・三塁手で先発出場
- 初打席：同上、1回表に菊池雄星から右飛
- 初安打：同上、4回表に菊池雄星から右前安打
- 初打点：同上、9回表に髙橋朋己から投手適時内野安打
- 初盗塁：2016年4月2日、対千葉ロッテマリーンズ2回戦（京セラドーム大阪）、4回裏に二盗（投手：大嶺祐太、捕手：田村龍弘）
- 初本塁打：2016年4月26日、対福岡ソフトバンクホークス3回戦（京セラドーム大阪）、1回裏にリック・バンデンハークから中越2ラン

### 背番号
- 22 （2010年 - 2013年）
- 59 （2014年）
- 53 （2015年）
- 4 （2016年 - 2017年）